# Zé Elias
José Elias Moedim Júnior (* 25. September 1976 in São Paulo) ist ein ehemaliger brasilianischer Fußballspieler im Mittelfeld.
Er hat 2009 seine Karriere beim österreichischen Bundesligisten SCR Altach beendet.
Er ist der ältere Bruder von Rubinho. Nach seinem Karriereende arbeitete er als Experte bei Globo TV/Radio.

## Karriere

### Im Verein
Zé Elias ist einer der jüngsten Spieler, die jemals für den brasilianischen Club Corinthians São Paulo spielten. Bereits während der Saison 1993/94 zog er das Interesse von PSV Eindhoven auf sich, jedoch kam es damals nicht zur Vertragsunterzeichnung. Erst 1996 wechselte er nach Europa, wo er eine Saison lang für Bayer 04 Leverkusen spielte. Es folgten unter anderem renommierte Klubs wie Inter Mailand, FC Bologna, Olympiakos Piräus, bevor er 2006 ins heimatliche Brasilien zum FC Santos wechselte. Im Mai 2008 gab er seinen Rücktritt als aktiver Spieler bekannt und wollte fortan als Scout für Inter Mailand in Brasilien tätig sein. Jedoch unterschrieb er bereits im Juni 2008 einen neuen Vertrag und spielte noch eine Saison lang für den österreichischen Bundesligisten SCR Altach, bevor er seine Karriere erneut beendete. Zuvor war er noch bei Metalurh Donezk und Omonia Nikosia in der Ukraine und Zypern tätig. 
Er besitzt neben der brasilianischen auch die italienische Staatsbürgerschaft.

### In der Nationalmannschaft
In der brasilianischen Nationalmannschaft wurde er zwischen 1995 und 1999 insgesamt 22-mal eingesetzt.

## Erfolge
- São Paulo Staatsmeister: 1995, mit Corinthians São Paulo
- Brasilianischer Pokalsieger: 1995, mit Corinthians São Paulo
- UEFA-Pokal-Sieger: 1998, mit Inter Mailand
- Olympische Sommerspiele 1996: Bronzemedaille